# Ekona AG

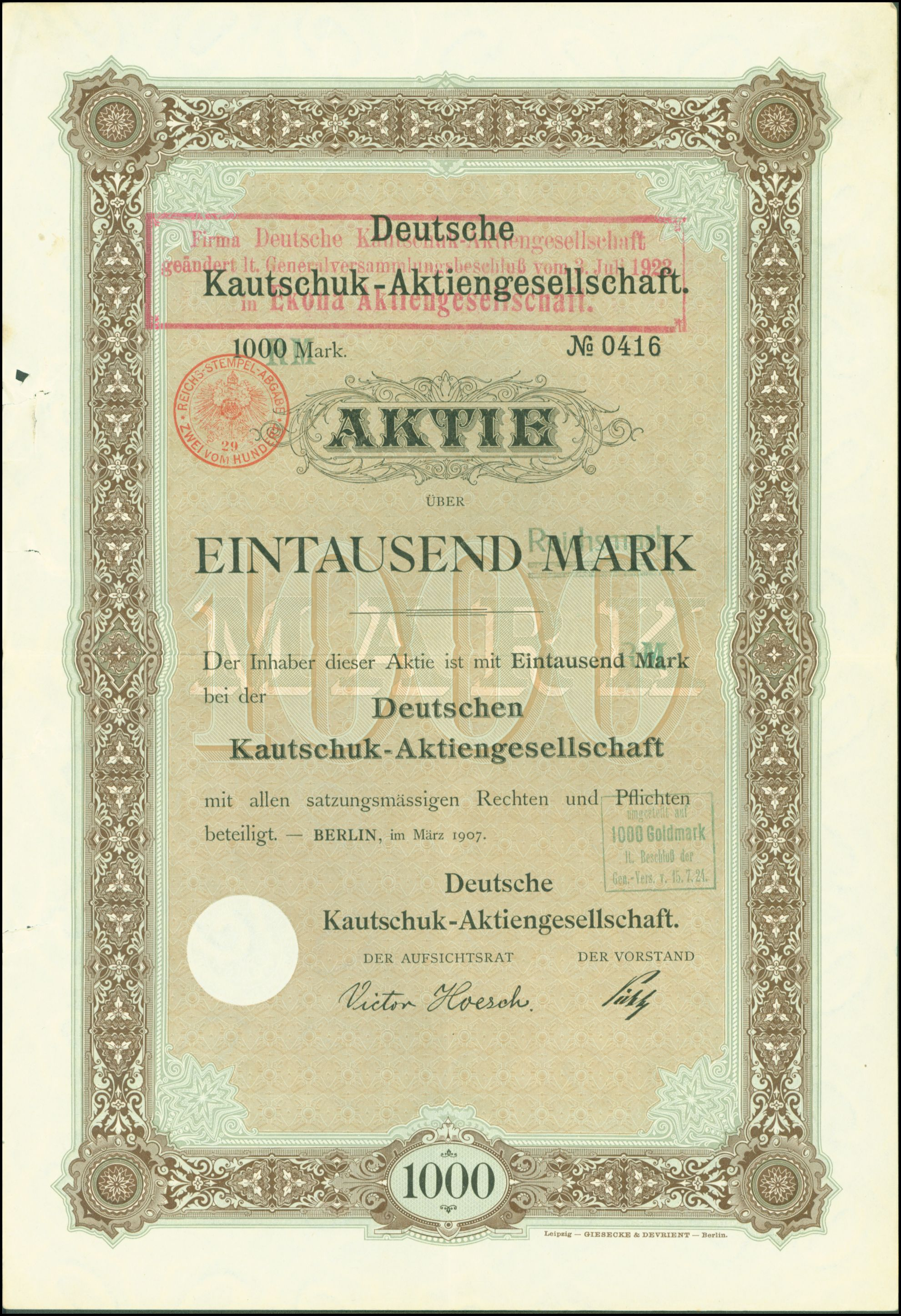
Aktie über 1000 Mark der Deutschen Kautschuk-AG vom März 1907

Die Ekona AG war ein deutsches Handels- und Plantagenunternehmen in Kamerun, benannt nach der Kleinstadt Ekona im Südwesten Kameruns.
Die Gesellschaft mit Sitz in Berlin wurde am 23. Januar 1907 unter der Bezeichnung Deutsche Kautschuk-AG gegründet. Satzungsmäßiger Zweck war der Betrieb von Plantagenwirtschaft in Kamerun, insbesondere der Kautschukkultur, Pachtung, Erwerb und Verwertung von Grundbesitz, Unternehmung von gewerblichen und Handelsgeschäften und die Beteiligung an oder Erwerb von fremden Unternehmungen.
Gründer waren die Ekona-Pflanzung GmbH, die Koke-Pflanzung GmbH, Viktor Hoesch und weitere Industrielle als finanzstarke Partner. Hoesch übernahm später auch den Vorsitz des Aufsichtsrats. Das Gesellschaftskapital belief sich auf 2.500.000 Mk. in 2500 Aktien à 1.000 Mk.
Die Gesellschaft baute vor allem Hevea-Kautschuk, Kakao, Ölpalmen und Kola an. Der Grundbesitz in Kamerun betrug um 1908 4.000 ha. Vor Ort verfügte sie außerdem über ein eigenes Palmölwerk, eine Seifensiederei und ein Kraftwerk.
Während des Ersten Weltkriegs wurden die Betriebsanlagen von Briten und Franzosen beschlagnahmt. Am 3. Juli 1923 ging die Deutsche Kautschuk-AG in die Ekona AG über. Sitz der Gesellschaft blieb auch weiterhin Berlin. Im Oktober 1924 konnte sie bei einer Versteigerung in London den im britischen Mandatsgebiet liegenden Teil des Besitzes zurückerwerben. Anfang 1925 wurde der Betrieb wieder aufgenommen. Zu diesem Zeitpunkt standen 2839,42 ha unter Kultur. Der Transport der Erzeugnisse erfolgte mit einer eigenen Pflanzungsbahn (Hauptstrang 19 km, Zubringergleise ca. 44 km), eigenen Leichtern und Schleppern zur Weiterbeförderung nach Victoria und Tiko.
Infolge des hohen Kaufpreises für die Kameruner Besitzungen geriet das Unternehmen noch in den 1920er Jahren in eine finanzielle Schieflage und ging vollkommen überschuldet 1930 in Konkurs.